# Murray Bookchin
Murray Bookchin (født 14. januar 1921 i New York, død 30. juli 2006 i Burlington) var en amerikansk anarkist og socialfilosof.